# Afonso Rodrigues Adorno
Afonso Rodrigues Adorno (nascido no século XVI, (1590 — 1665) ) foi um sertanista brasileiro.
Filho de Álvaro Rodrigues, esteve na Índia em 1604 ou 1605. Foi descendente de Caramuru
Capitão dos índios das aldeias da Cachoeira e seu administrador, por provisão do Governador-geral Diogo Botelho, em 9 de dezembro de 1607. Capitão maior em 1629, teve uma entrada legitimada pelo governador geral Diogo Luiz de Oliveira.
Teve um filho, Gaspar Rodrigues Adorno, e outro do mesmo nome, Afonso Rodrigues Adorno, capitão de bandeira contra os índios Maracás na serra do Orobó, por patente do Governador-geral D. Fernando de Mascarenhas, Conde da Torre, em 25 de julho de 1639. Foi morto pelo dito gentio.